# إيزابيلا أميرة أورليان

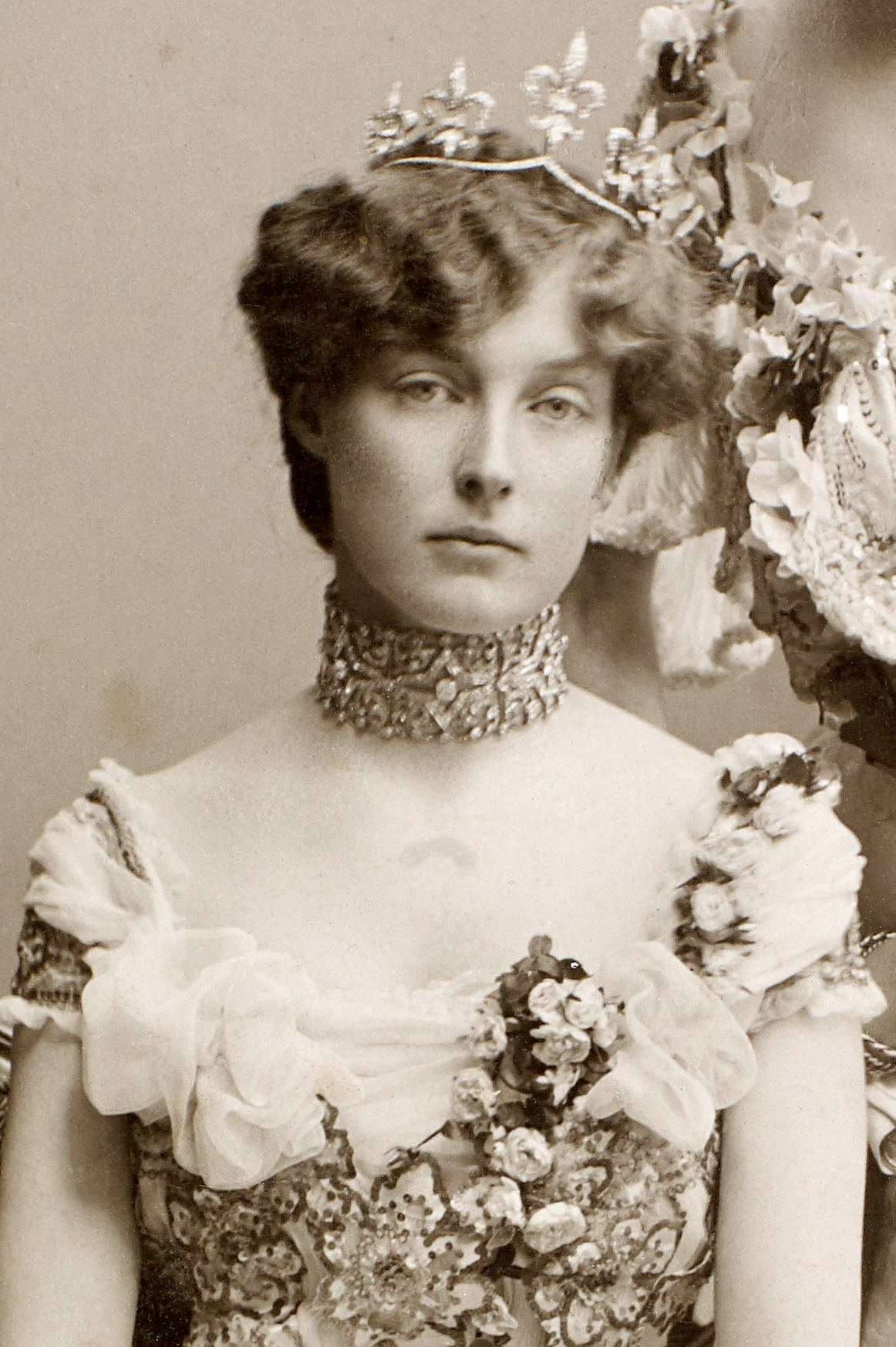
إيزابيلا أميرة أورليان.

إيزابيلا أميرة أورليان (بالفرنسية: Isabelle d'Orléans) (7 مايو 1878 - 21 أبريل 1961) كانت ابنة الأمير فيليب، كونت باريس وزوجته ماري إيزابيل أميرة أورليان.